# Sutina
Sutina este o arie protejată (sit de importanță comunitară — SCI) din Croația întinsă pe o suprafață de 2,91 ha, integral pe uscat.

## Localizare
Centrul sitului Sutina este situat la coordonatele 43°42′32″N 16°34′23″E / 43.709°N 16.573°E.

## Înființare
Situl Sutina a fost declarat sit de importanță comunitară în iulie 2013 pentru a proteja 1 specie de animale.

## Biodiversitate
Situată în ecoregiunea mediteraneană, aria protejată nu include niciun habitat protejat.
La baza desemnării sitului se află o specie protejată de  nevertebrate: Austropotamobius pallipes.